# Mister Internacional 2009
Mister Internacional 2009  foi a 10ª edição do concurso de beleza masculino intitulado Mister International, certame idealizado com o intuito de reunir homens capazes de ser influenciadores da sociedade em que vivem e ser formadores de opinião. O modelo vencedor disputou o título com outros vinte e oito candidatos de diversos outros países ao vivo pelo portal da organização Mister Singapure via livestream. A quarta edição foi realizada na cidade de Taichung e teve como vitorioso o boliviano Bruno Kettels. 

## Resultados

### Colocação
| Colocação               | País e Candidato |
| Vencedor                | - Bolívia - Bruno Kettels |
| 2º. Lugar               | - Espanha - Héctor Soría |
| 3º. Lugar               | - Líbano - Marcelino Gebrayel |
| 4º. Lugar               | - França - Maxime Thomasset |
| 5º. Lugar               | - Polônia - Sebastian Strzępka |
| (TOP 10) Semifinalistas | - Bélgica - Thomas Ladangh - Eslovênia - Peter Klinc - Singapura - Nelson Lee - Taiwan - Terry Shih - Venezuela - Luís Nuzzo           |
| (TOP 15) Semifinalistas | - Estados Unidos - Josh Tolin - Indonésia - Holly Feriston - Irlanda - Francis Usanga - Porto Rico - Heri Sáez - Vietnã - Le Xuan Thuy |

### Premiações Especiais
- Houve as seguintes premiações especiais este ano:

| Premiação           | País e Candidato          |
| Mister Fotogenia    | - Vietnã - Le Xuan Thuy   |
| Mister Simpatia     | - Venezuela - Luís Nuzzo  |
| Mister Espírito     | - Angola - Jelson Quintas |
| Melhor Traje Típico | - Taiwan - Terry Shih     |

## Candidatos
Disputaram o título este ano: 
| - Angola - Jelson Quintas - Bélgica - Thomas Ladangh - Bolívia - Bruno Kettels - China - Mike Bai - Colômbia - Juan Hernández - Costa Rica - Alonso Fernández - Coreia do Sul - Baek Joo Suk - Egito - Karim Koge - Eslovênia - Peter Klinc - Espanha - Héctor Soria | - Estados Unidos - Josh Tolin - Filipinas - Michael Manansala - França - Maxime Thomasset - Reino Unido - William Moore - Grécia - Nikolaos Douramanis - Índia - Imran Khan - Indonésia - Holly Feriston - Irlanda - Francis Usanga - Líbano - Marcelino Gebrayel - Malta - Josef Lia | - Nova Zelândia - Nicholas Tang - Paquistão - Asad Shah - Polônia - Sebastian Strzępka - Porto Rico - Heri Sáez - Singapura - Nelson Lee - Tailândia - Chanon Saetang - Taiwan - Terry Shih - Venezuela - Luís Nuzzo - Vietnã - Le Xuan Thuy |

## Histórico

### Desistências
- Alemanha - Tomas Kraüss

- Brasil - Rodrigo Gomes Simoni

- Nigéria - Obinna Onyejekwe

- Turquia - Cenk Alttan

- Ucrânia - Yurii Bogish

## Crossovers
Candidatos em outros concursos:
Mister Mundo
- 2007:  Costa Rica - Alonso Fernández (5º. Lugar)
  - (Representando a Costa Rica em Sanya, na China)

Manhunt Internacional
- 2007:  Costa Rica - Alonso Fernández (4º. Lugar)
  - (Representando a Costa Rica em Gangwon, na Coreia do Sul)

Men Universe Model
- 2009:  França - Maxime Thomasset
  - (Representando a Françaa em Santo Domingo, na R. Dominicana)

## Ligações Externas
- Site do Concurso

- Página no Facebook

- Histórico no Pageantopolis (em inglês)